# Галков, Максим Семёнович
Максим Семёнович Галков (25 августа 1925 — 30 мая 1991) — передовик советской оборонной промышленности, старший механик НИИ-229 Государственного комитета Совета Министров СССР по оборонной технике,  Московской области, Герой Социалистического Труда (1961).

## Биография
Родился 25 августа 1925 года в деревне Романовы Дарки Ряжского уезда Рязанской губернии, ныне Путятинский район Рязанской области в русской семье.
В 1953 году приехал на новую стройку для работы в филиале №2 НИИ-88, который был позже преобразован в НИИ-229, впоследствии НИИХиммаш, ведущее предприятие космической отрасли. Здесь изготавливали и испытывали опытные образцы деталей для ракетно-космического строительства. Галков работал механиком, а затем старшим механиков на этом НИИ. За время совей трудовой деятельности в институте проявил себя грамотным специалистом, исполнительным работником. Принимал непосредственное участие в отработке многих баллистических и зенитных ракет оборонного назначения. Значительный вклад внёс в стендовую отработку ракеты-носителя Р-7, которая обеспечила запуск первого искусственного спутника Земли в космос и полёт первого человека Ю.А. Гагарина.
За выдающиеся заслуги в создании образцов ракетной техники и обеспечении успешного полёта человека в космическое пространство Указом Президиума Верховного Совета СССР от 17 июня 1961 года под грифом "совершенно секретно" Максиму Семёновичу Галкову было присвоено звание Героя Социалистического Труда с вручением ордена Ленина и золотой медали «Серп и Молот».
В дальнейшем продолжал трудовую деятельность старшим механиком.
Проживал в Загорске (ныне Сергиев Посад) Московской области. Умер 30 мая 1991 года.

## Награды
За трудовые успехи удостоен:
- золотая звезда «Серп и Молот» (17.06.1961),
- орден Ленина (17.06.1961),
- Медаль «За трудовую доблесть» (25.08.1958),
- другие медали.